# Nesciothemis
Nesciothemis é um género de libelinha da família Libellulidae.
Este género contém as seguintes espécies:
- Nesciothemis farinosa (Förster, 1898)
- Nesciothemis fitzgeraldi Pinhey, 1956
- Nesciothemis minor Gambles, 1966
- Nesciothemis nigeriensis Gambles, 1966
- Nesciothemis pujoli Pinhey, 1971